# 김효진 (희극인)
김효진(1976년 1월 3일 ~ )은 대한민국의 희극인, 방송인이다. 1994년 연극배우로 첫 데뷔하였고 이듬해 1995년 MBC 문화방송 특채 개그우먼으로 정식 데뷔하였다.

## 학력
- 대구효목초등학교 (졸업) (1988년)
- 동부여자중학교 (졸업) (1991년)
- 대구남산여자고등학교 (졸업) (1994년)
- 서울예술대학 방송연예과 (졸업)
- 동덕여자대학교 방송연예학과 (졸업)
- 중앙대학교 예술대학원 연극영화학과 석사 (졸업)

## 경력
- 1998년: 대구 동양 오리온스 명예회원

## 출연작

### 드라마
- 2000년 MBC 수목미니시리즈 《이브의 모든 것》 ... 조초제 역
- 2000년 MBC 금요연속극 《깁스가족》
- 2005년 MBC 월화미니시리즈 《원더풀 라이프》 ... 정일진 역
- 2006년 SBS 아침연속극 《맨발의 사랑》 ... 나분님 역
- 2016년 유쿠 웹드라마 《최고의 커플》... 엽천상의 메니저 역
- 2019년 tvN 월화미니시리즈 《사이코메트리 그녀석》 ... 오숙자 역
- 2023년 KBS 2TV 월화드라마 《오아시스》 ... 오태자 역

### 시트콤
- 1998년: MBC 주간 코미디 드라마 《여자 대 여자》
- 1999년: MBC 토요시트콤 《테마게임》
- 2000년: MBC 일일시트콤 《논스톱》
- 2000년: MBC 청춘시트콤 《뉴 논스톱》
- 2002년: MBC 청춘시트콤 《논스톱3》 ... 기숙사 사감 역

### 영화
- 《유아독존》 (2002년)

### 텔레비전 프로그램
- 1997년: MBC 《오늘은 좋은날》
- 1997년: MBC 《휴먼TV 즐거운 수요일》
- 1998년: MBC 《휴먼TV 앗! 나의 실수》
- 1999년: MBC 《여기는 코미디본부》
- 2000년: MBC 《웃는 날 좋은 날》
- 2001년: SBS TV 《토요일은 즐거워》- 황당상담 어찌 하오리까? 이윤석과 함께 출연
- 2005년: KBS 2TV 《구수한 세상 누룽지》
- 2007년: 스토리온 《토크 앤 시티》(2007.8.1 ~ 2013.5.16)
- 2009년: SBS TV 《강심장》(2009.10.6 ~ 2012.9.25)
- 2010년: KBS 2TV 《세대공감 토요일》(2010.1.16 ~ 2012.9.1)
- 2010년: CGNTV 《정글스토리 시즌》(2010.11.12 ~ 2011.4.15)
- 2014년: K-STAR 《부부감별쇼 리얼리?》(2014.4.1 ~ 2014.6.17)
- 2014년: 스토리온 《맘토닥톡》(2014.08.26 ~ 2014.10.21)
- 2015년: MBN 《지혜의 한 수, 회초리》(2014.12.10 ~ 2015.04.04)
- 2016년: KBS 2TV 《1대 100》(2016.9.13)
- 2016년: SBS TV 《동상이몽, 괜찮아 괜찮아》
- 2017년: MBC 《미스터리 음악쇼 복면가왕》- 물 좀 주소. 튤립아가씨.(참가자)(2017.5.14)
- 2021년: TV조선 《내 사랑 투유》
- 2023년: KBS 2TV 《살림하는 남자들》

### 라디오 프로그램(진행, 출연)
- 2008년: MBC FM4U 《정오의 희망곡》(2008.11.17 ~ 2009.4.19)
- 2015년: EBS FM 《EBS 책 읽는 라디오 낭독 시리즈》 ... 낭독자
- 2016년: EBS FM 《EBS 라디오 행복한 교육세상》 ... 게스트
- 2023년: TBN 《12시에 만나요》... 양상국과 함께 진행 (2023.1.2 ~ 현재)

### 광고
- 1997년 : 금성출판사 - 푸르넷
- 1998년 : 삼성항공 - 캐녹스 마이포켓 (김진수와 함께 출연)
- 1998년 : 빙그레 아샤샤 ("오늘은 좋은 날 - 울엄마" 팀과 함께 출연)
- 1998년 : 신세기통신 - 파워디지털 017 (김국진, 이창명과 함께 출연)
- 2015년 : 롯데하이마트

## 수상
- 1995년: MBC 코미디대상 - 신인상
- 1997년: MBC 코미디대상 - 우수상
- 1998년: 제34회 백상예술대상 - TV 여자예능상
- 1998년: 제5회 대한민국 연예예술상 - 신세대 희극연기상
- 1998년: MBC 코미디대상 - 최우수상
- 1999년: 제35회 백상예술대상 - TV 여자예능상
- 1999년: MBC 코미디대상 - 최우수상
- 2010년: SBS 연예대상 - 만능 엔터테이너상